# 大足登雲橋機場
大足登雲橋機場是重慶市的一個機場。

## 历史
位於大足登雲橋，民國31年（1942年），大足縣防空委員會在大足城東登雲橋建飛機場，徵調民工完成地基工程，民國32年（1943年）機場建成。1965年整修，大足縣組建一個5000餘人的民兵團參加施工，於1967年9月建成使用，經改造後作空軍場站。